# Algernon Paddock
Pour les articles homonymes, voir Paddock.
Algernon Sidney Paddock, né le 9 novembre 1830 et mort le 17 octobre 1897, est un homme politique républicain américain. Il est brièvement gouverneur du territoire du Nebraska par intérim en 1861.

## Sources
- (en) Cet article est partiellement ou en totalité issu de l’article de Wikipédia en anglais intitulé « Algernon Paddock » (voir la liste des auteurs).